# Андерхилл (дом)
Андерхилл (англ. Underhill) — это современный подземный дом, спроектированный для себя архитектором Артуром Квармби в 1969 году и построенный с 1973 по 1975 год в Холме, Западный Йоркшир. С июля 2017 года Андерхилл внесен во второй класс списка национального наследия Англии. Занесён в Книгу рекордов Гиннесса как «первый подземный дом в Соединённом Королевстве».
Андерхилл был первым домом с земляной защитой, построенным в Британии в наше время. Историческая Англия описала Андерхилл как «представляющий собой значительную веху в развитии экологической и устойчивой архитектуры». Автор стремился сделать дом не только максимально экологичным, но и встроить его в ландшафт.
Дом был построен за 50 000 фунтов стерлингов Дж. Б. Кенворти из Холмферта. Автор проекта, Артур Квармби, отмечал: «Мы переехали в этот дом в 1975 году и с тех пор жили в нем с большим удовольствием». Они прожили с женой в доме всю жизнь, вырастив двоих детей и четырёх внуков, однако в 2016 году, незадолго до смерти Артура, дом был выставлен на продажу за £750,000.
В доме 4 спальни, а также есть одиннадцатиметровый бассейн в форме песочных часов, расположенный в центре главной комнаты, с большим оранжерейным восьмиугольным пирамидальным окном на потолке.